# Intel Pentium Dual-Core (Mobil)

Altes Intel-Pentium-Dual-Core-Emblem

Als Pentium Dual-Core bezeichnet Intel eine Familie von Doppelkernprozessoren (Dual-Core) für Laptops und Notebooks, die als preisgünstige Prozessoren platziert sind, indem sie verhältnismäßig wenig L2-Cache besitzen und weitere Features deaktiviert sind. Zudem ist der Prozessortakt im Vergleich zu anderen Prozessoren mit der gleichen Mikroarchitektur recht moderat gewählt.

## Technisches
Die auf dem Yonah-Kern basierenden Prozessoren sind Ableger der Intel-P6-Mikroarchitektur, die allerdings im Vergleich zu älteren Prozessoren dieser Mikroarchitektur deutlich modifiziert wurden. Auf dem Yonah-Kern basierende Prozessoren verfügen damit nicht über Intel 64.
Neuere Versionen, die auf dem Merom-Kern basieren, sind hingegen Prozessoren auf Basis der Intel-Core-Mikroarchitektur (welche auf Grundlage der P6-Architektur entwickelt wurde) und unterstützen Intel 64.
Mit der im Jahr 2010 eingeführten Pentium-Versionen auf Westmere-Basis verzichtete Intel auf den Zusatz "Dual-Core" im Namen.
Im Juni 2011 führte Intel Pentium-Versionen auf Sandy Bridge-Basis ein. Von den Core-i-Prozessoren der gleichen Architektur unterscheiden sie sich durch beschnittene Features, Caches und Taktrate.

## Modelldaten Sockel M

### Yonah-1024
Doppelkernprozessor (Dual-Core)
- Mikroarchitektur: Intel-P6-Mikroarchitektur
- L1-Cache: je Kern 32 + 32 KiB (Daten + Instruktionen)
- L2-Cache: 1024 KiB mit Prozessortakt
- MMX, SSE, SSE2, SSE3, EIST, XD-Bit
- Sockel M, AGTL+ mit 133 MHz FSB (quadpumped: FSB533)
- Betriebsspannung (VCore): 1,1625–1,4 V
- Verlustleistung (TDP): 31 W
- Erscheinungsdatum: Januar 2007
- Fertigungstechnik: 65 nm
- Die-Größe: 91 mm² bei 151,6 Millionen Transistoren
- Taktraten: 1,6–1,86 GHz
- Modellnummern:
  - T2060: 1,60 GHz
  - T2080: 1,73 GHz
  - T2130: 1,86 GHz

## Modelldaten Sockel P

### Merom-1024
Doppelkernprozessor (Dual-Core)

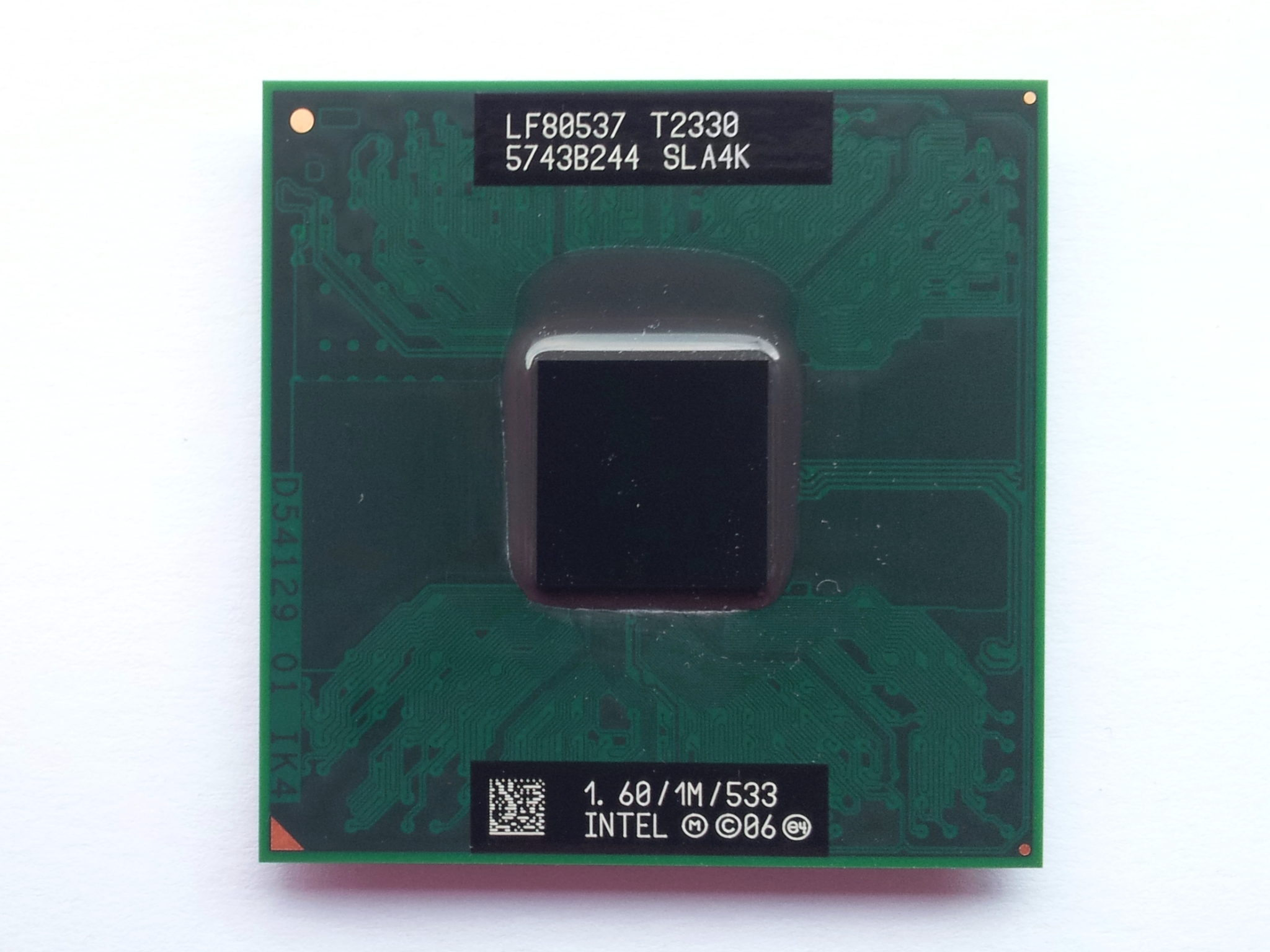
Intel Pentium Dualcore Mobile T2330

- Mikroarchitektur: Intel-Core-Mikroarchitektur
- L1-Cache: je Kern 32 + 32 KiB (Daten + Instruktionen)
- L2-Cache: 1024 KiB mit Prozessortakt
- MMX, SSE, SSE2, SSE3, SSSE3, Intel 64, EIST, XD-Bit
- Sockel P, AGTL+ mit 133 oder 166 MHz FSB (quadpumped: FSB533 oder FSB667)
- Betriebsspannung (VCore): 1,075–1,175 V
- Verlustleistung (TDP): 35 W
- Erscheinungsdatum: 2007 bzw. 2008
- Fertigungstechnik: 65 nm
- Die-Größe: 111 mm² bei 167 Millionen Transistoren
- Taktraten: 1,46–2,16 GHz
- Modelle:
  - 533 MHz FSB
    - Pentium Dual-Core T2310 bis T2410

  - 667 MHz FSB
    - Pentium Dual-Core T3200 und T3400

### Penryn-1024
Doppelkernprozessor (Dual-Core)
- Generation: Penryn
- L1-Cache: je Kern 32 + 32 KiB (Daten + Instruktionen)
- L2-Cache: 1024 KiB mit Prozessortakt
- MMX, SSE, SSE2, SSE3, SSSE3, Intel 64, EIST, XD-Bit
- Sockel P, AGTL+ mit 200 MHz FSB (quadpumped: FSB800)
- Betriebsspannung (VCore): 1,00–1,250 V
- Verlustleistung (TDP): 35 W
- Erscheinungsdatum: Dezember 2008
- Fertigungstechnik: 45 nm
- Die-Größe: 82 mm²
- Taktraten: 2,00–2,30 GHz
- Modelle: Pentium Dual-Core T4200 bis T4500

## Modelldaten Sockel BGA1288 und PGA988

### Arrandale
Zweikernprozessor (Dual-Core)
- Generation: Westmere
- L1-Cache: je Kern 32 + 32 KiB (Daten + Instruktionen)
- L2-Cache: je Kern 256 KiB mit Prozessortakt
- L3-Cache: 3072 KiB
- MMX, SSE, SSE2, SSE3, SSSE3, SSE4.2, Intel 64, EIST, XD-Bit, IVT
- über QPI angebundener Dual Channel DDR3-Speichercontroller, PCIe 2.0-Controller und GPU
- Sockel PGA988, Direct Media Interface (DMI) und Flexible Display Interface (FDI)
- Sockel BGA1288, Direct Media Interface (DMI) und Flexible Display Interface (FDI)
- Betriebsspannung (VCore): k. A.
- Verlustleistung (TDP): 18–35 W
- Erscheinungsdatum: Mai 2010
- Fertigungstechnik: 32 nm (45 nm beim GPU-Kern mit Speichercontroller und PCIe-Controller)
- Die-Größe: 81 mm² bei 383 Millionen Transistoren für die CPU, sowie zusätzlich 114 mm² bei 177 Millionen Transistoren für den Uncore-Bereich
- Taktraten: 1,2–2,27 GHz
- Modelle: Intel Pentium U5400 bis P6300

## Modelldaten Sockel BGA1023 und PGA988B

### Sandy Bridge Duo
Zweikernprozessor (Dual-Core)
- Generation: Sandy Bridge
- L1-Cache: je Kern 32 + 32 KiB (Daten + Instruktionen)
- L2-Cache: je Kern 256 KiB mit Prozessortakt
- L3-Cache: 2048 KiB mit Prozessortakt
- MMX, SSE, SSE2, SSE3, SSSE3, SSE4.2, Intel 64, EIST, XD-Bit, IVT
- integrierter Dual-Channel-DDR3-Speichercontroller und PCIe-2.0-Controller mit 16 Lanes
- integrierte GPU
- Sockel PGA988B (G2) und Sockel BGA1023, DMI mit 5 GT/s (Vollduplex, max. 20 Gb/s pro Richtung) und FDI
- Verlustleistung (TDP): 17–35 W
- Erscheinungsdatum: Juni 2011
- Fertigungstechnik: 32 nm
- Taktraten: 1,2–2,4 GHz
- Modelle: Intel Pentium 957 bis B980